# Любовь и попса
«Любовь и попса» (яп. ラブ&ポップ) — японская молодёжная драма Хидэаки Анно 1998 года. Первый художественный фильм Хидэаки Анно, который до этого занимался съёмками аниме. Фильм основан на романе Рю Мураками «Топаз II». По роману «Топаз I» Рю Мураками ранее сам снял фильм «Токийский декаданс».
Фильм «Любовь и попса» снят в экспериментальном стиле. Для его съёмок использовались различные цифровые камеры, в том числе миниатюрные, которые располагались часто в неожиданных местах. В фильме много съёмок с необычных ракурсов. Чтобы передать эмоции персонажей в фильме использованы различные приёмы монтажа.

## Сюжет
Несмотря на наличие трёх подруг, старшеклассница Хироми чувствует себя одинокой. У всех её подруг есть какое-нибудь увлечение. Одна занимается танцами, другая занята компьютером, третья встречается с взрослым парнем и ведёт уже взрослую жизнь. Какой-то своей особой страсти у Хироми нет. Все четыре подруги решают этим летом поехать на море, поскольку это лето будет последним беззаботным. В следующем году уже нужно будет готовиться к экзаменам и поступать. В магазине, выбирая купальник, Хироми обращает внимание на дорогое кольцо с топазом. Она решает, что любой ценой должна завладеть им. Подруги советуют ей походить на «платные свидания», где можно быстро заработать много денег. Суть таких свиданий заключается в том, что нужно будет провести время с богатым взрослым мужчиной, например, поужинать с ним в ресторане. Подходящий человек быстро находится, причём в этом же магазине. Он сам обращается к девушкам и предлагает им попеть с ним в караоке, за что обещает хорошо заплатить. Мужчина оказывается с некоторыми странностями. Достаёт из чемодана некие виноградины, просит девушек пожевать их, а затем вернуть ему. Подписывает эти виноградины именами, аккуратно упаковывает их и уходит. Девушки на этом хорошо заработали, но Хироми отказывается забрать все деньги себе, несмотря на то, что ей теперь хватает на кольцо. Она решает, что раз они вместе принимали в этом участие, то и деньги должны разделить поровну.
Хироми прощается с подругами и решает самостоятельно походить на «платные свидания». Через телефонный сервис знакомств, она находит себе молодого человека. При встрече оказывается, что это хикикомори с синдромом Туретта. Он просит Хироми походить с ним за ручку в магазине видеопроката, чтобы продавец подумал, что у него есть девушка. В прокате в отделе фильмов для взрослых он неожиданно засовывает руку Хироми к себе в штаны и принимается мастурбировать. Девушка сбегает. Несмотря на неудачу, Хироми решает попробовать сходить ещё на одно свидание. Следующим человеком оказывается сумасшедший, разговаривающий с мягкой игрушкой и называющий себя Капитаном Ио. Он сразу же предлагает секс. Хироми соглашается. Молодой человек ведёт себя непосредственно и дружелюбно, однако в отеле врывается в душ, когда там находилась Хироми, и принимается ей угрожать. Он отчитывает её за то, что она так запросто раздевается перед незнакомцами, ведь этим она может сделать больно людям, которые любят её. Капитан Ио бросает ей несколько монет и убегает. Хироми находит человека, которому принадлежит мобильный телефон, через который она звонила в сервис знакомств и возвращает его. Наступает вечер. Хироми возвращается домой.

## В ролях
- Асуми Мива — Хироми Ёси
- Кирари — Тиса Нода
- Хироно Кудо — Нао Ёкои
- Юкиэ Накама — Тиэко Такахаси
- Мицуру Хирата — Кагэгава
- Мицуру Фукикоси — Ёсимура
- Мороока Моро — Ядзаки
- Тору Тэдзука — Уэхара
- Иккэи Ватанабэ — Кобаяси
- Таданобу Асано — Капитан Ио
- Котоно Мицуиси — диджей на радио
- Акира Исида — Ёсио
- Мэгуми Хаясибара — голос в телефоне
- Нана Окада — мама Хироми
- Рэо Моримото — папа Хироми

## Рецензии
Сайт iSugoi.com сделал положительный обзор на фильм, отметив, что в фильме поднимается острая социальная проблема, которая свойственна современной Японии. Когда молодые девушки не задумываются о потенциально опасных последствиях таких знакомств и видят в клиентах только быстрый способ получения денег для покупки вещей. В то же время сами клиенты не видят в девушках индивидуумов, а просто используют их как средство для достижения своих целей, для самоудовлетворения.